# Leucettusa mariae
Leucettusa mariae är en svampdjursart som beskrevs av Brøndsted 1927. Leucettusa mariae ingår i släktet Leucettusa och familjen Leucaltidae. Inga underarter finns listade i Catalogue of Life.